# 루카스짧은코과일박쥐
루카스짧은코과일박쥐(Penthetor lucasi)는 큰박쥐과에 속하는 박쥐의 일종이다. 루카스짧은코과일박쥐속(Penthetor)의 유일종이다.